# Вігано-Сан-Мартіно
Вігано-Сан-Мартіно, Віґано-Сан-Мартіно (італ. Vigano San Martino) — муніципалітет в Італії, у регіоні Ломбардія, провінція Бергамо.
Вігано-Сан-Мартіно розташоване на відстані близько 480 км на північний захід від Рима, 65 км на північний схід від Мілана, 18 км на схід від Бергамо.
Населення — 1322 особи (2014).
Щорічний фестиваль відбувається 24 червня. Покровитель — святий Іван Хреститель.

## Демографія
Населення за роками:

Станом на 1 січня 2023 року в муніципалітеті офіційно проживав 161 іноземець з 18 країн, серед них 40 громадян країн Євросоюзу та 5 громадян України.

## Сусідні муніципалітети
- Альбіно
- Берцо-Сан-Фермо
- Борго-ді-Терцо
- Казацца
- Гроне